# Polanka Wielka
Polanka Wielka ist ein Dorf im Powiat Oświęcimski der Woiwodschaft Kleinpolen in Polen. Es ist die einzige sołectwo (d. h. mit Schulzenamt) der gleichnamigen Landgemeinde, mit etwa 4300 Einwohnern.

## Geographie
Der Ort liegt etwa 10 km südöstlich der Stadt Oświęcim (Auschwitz). Die Nachbarorte sind Poręba Wielka und Włosienica im Norden, Przeciszów und Piotrowice im Osten, Osiek und Głębowice im Süden, sowie Grojec im Osten.

## Geschichte
Der Ort wurde als die Pfarrei Polenko bzw. Polenka im Peterspfennigregister des Jahres 1326 im Dekanat Zator des Bistums Krakau erwähnt. Der Name ist topographisch und ist die diminutive Form des Worts polana (deutsch Lichtung in Wald).
Politisch gehörte das Dorf ursprünglich in der Zeit des polnischen Partikularismus zum Herzogtum Oppeln-Ratibor (Kastellanei Auschwitz). Das Herzogtum wurde 1281 nach dem Tod von Wladislaus I. von Oppeln geteilt. Seit 1290 gehörte das Dorf zum Herzogtum Teschen und seit 1315 zum Herzogtum Auschwitz. Seit 1327 unterstand das Herzogtum der Lehnsherrschaft des Königreichs Böhmen.
Das Gehalt des örtlichen Priesters Tillo war im Jahr 1326 das größte im Dekanat Zator westlich der Skawa und die Pfarrei bestand nur aus diesem Dorf. Möglicherweise war es ein Marktort auf dem Handelsweg von Zator nach Oświęcim, aber bis zum 16. Jahrhundert wurde der Straße durch Przeciszów mehr befahren. Nach der Berechnungen des Historikers Ładogórski hatte das Dorf im 14. Jahrhundert schon 750 Einwohner. 1378 der Priester war Fridini de Polonka bzw. Frydlin(o) im Jahr 1395. 1396 wurde das Dorf als Polancza Antiqua im Dokument des Herzogs Johann III. erwähnt. Das ältere Dorf, am wahrscheinlichsten Polanka Dolna (etwa Nieder-Polanka), lag unten im Osten, während das noch nicht erwähnte, zweite Dorf (spätere Polanka Górna, Ober-Polanka) würde oben im Westen gegründet. Im Jahr 1400 wurde in einem deutschsprachigen Dokument des Königs Wenzel IV. aus Prag ein unidentifiziertes Dorf Keimanndorf  einmalig erwähnt, das Kurt Lück im Jahr 1934 mit Polanka verbunden hat, während Józef Putek vier Jahre später dachte, dass es Smolice bei Zator wäre.
Im Jahre 1457 wurde das Herzogtum Auschwitz, einschließlich Polanka Antiqua und Nowa Polanka, vom polnischen König abgekauft. Anschließend wurde das Herzogtum Auschwitz im Jahr 1564 völlig dem Königreich Polen angeschlossen, als Kreis Schlesien der Woiwodschaft Krakau der polnisch-litauischen Adelsrepublik (ab 1569).
Ab 1437 wurde es von Krakauer Bürgern Jerzy Szwarc verpfändet. Ab 1441 gehörte es zur Familie Myszkowski, in der Zeit der Reformation starke Anhänger des Calvinismus. In der zweiten Hälfte des 16. Jahrhunderts wurde die im Jahr 1550 erbaute Kirche zum Sitz einer reformierten Gemeinde. Im Jahr 1560 wurden noch zwei Orte erwähnt: Villas Polianka Nowa et Antiqua, danach mehrheitlich als ein Dorf Polianka. Um 1600 mit über 400 Einwohnern gehörte das Dorf zu den größten Orten im Kreis Schlesien.
Bei der Ersten Teilung Polens kam Polanka Wielka 1772 zum neuen Königreich Galizien und Lodomerien des habsburgischen Kaiserreichs (ab 1804). Nach der Aufhebung der Patrimonialherrschaften bildete es ab 1850 eine Gemeinde im Bezirk Biała, ab 1910 im Bezirk Oświęcim.
1918, nach dem Ende des Ersten Weltkriegs und dem Zusammenbruch der k.u.k. Monarchie, kam Polanka Wielka zu Polen. Unterbrochen wurde dies nur durch die Besetzung Polens durch die Wehrmacht im Zweiten Weltkrieg. Es gehörte dann zum Landkreis Bielitz im Regierungsbezirk Kattowitz in der Provinz Schlesien (seit 1941 Provinz Oberschlesien).
Von 1975 bis 1998 gehörte Polanka Wielka zur Woiwodschaft Bielsko-Biała.

## Sehenswürdigkeiten
- Katholische Holzkirche (1658), auf der Holzarchitekturroute Kleinpolens;[8]

- Palast (1769), möglicherweise an der Stelle kleiner Burg aus Holz (12. Jhr.) bzw. Schutzhofs (15. Jhr.)

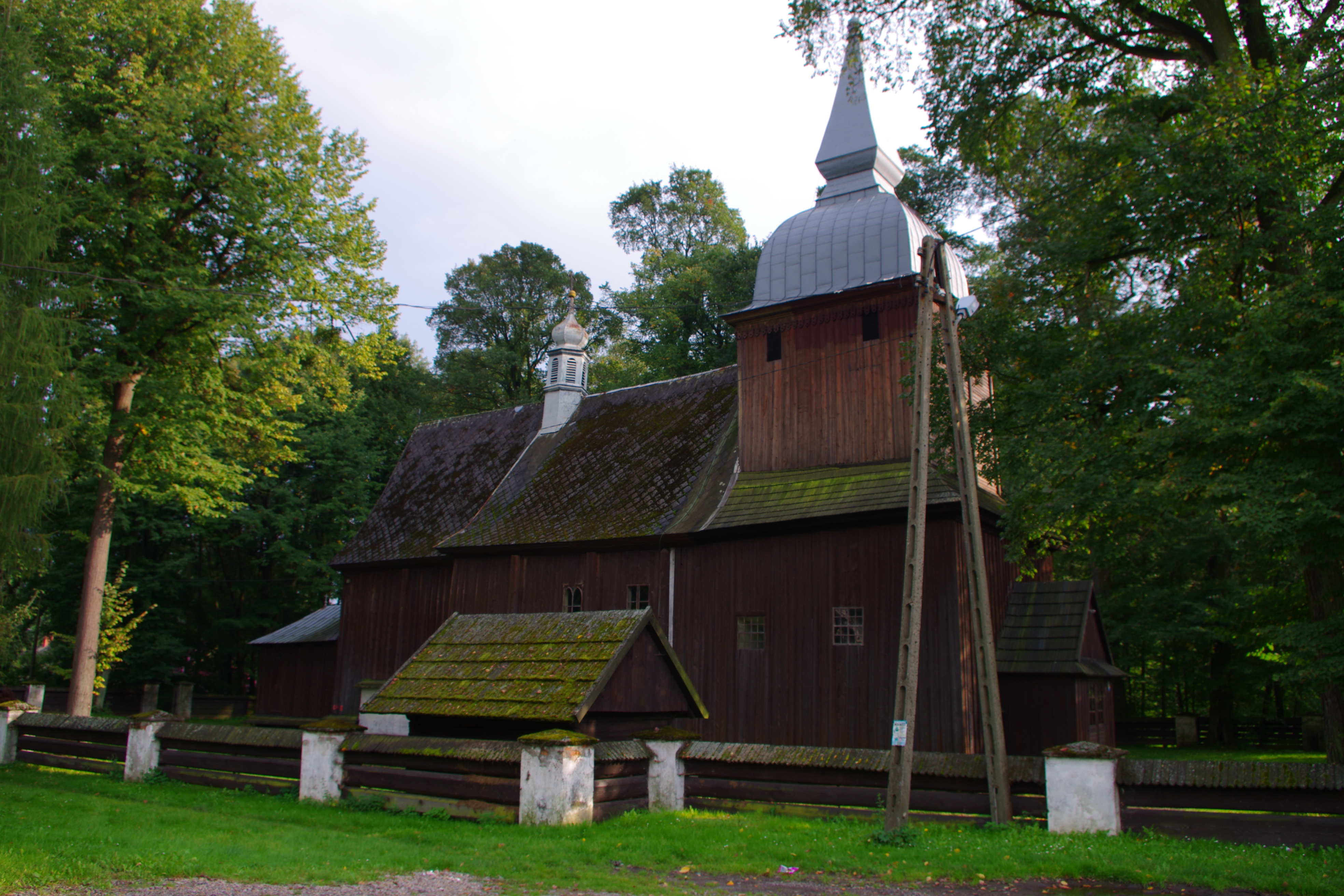
Holzkirche
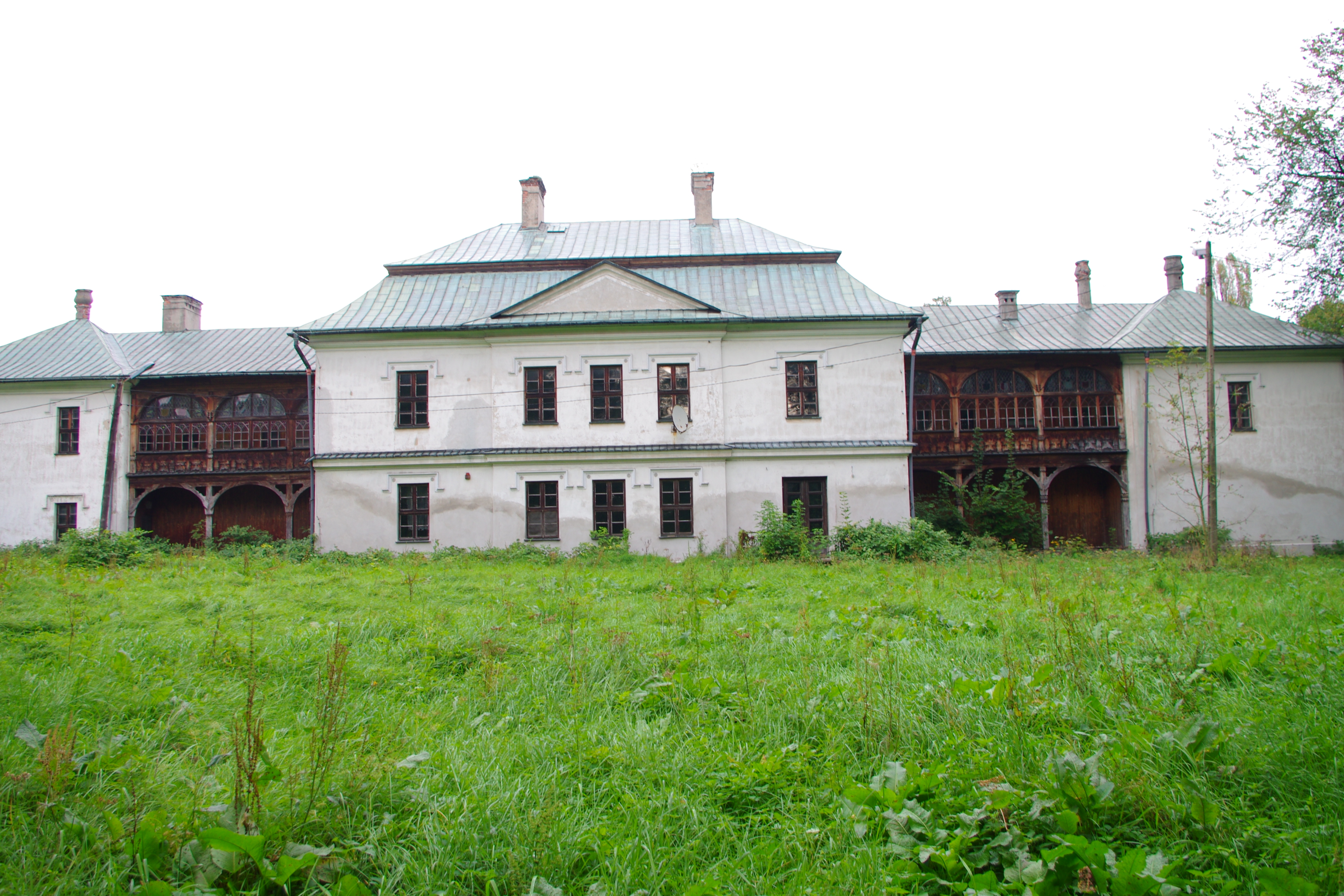
Palast